# 鬥將！！拉麵男
《鬥将!!拉麵男》是蚵仔煎的日本漫画作品。主角是同作者的作品《金肉人》登場的人物。在集英社《週刊少年Jump》1982年至1988年連載，後來改編成動畫、電子遊戲。

## 劇情簡介
拉麵男小時候，爸爸在眼前被襲擊村子的馬賊組織毒蛇黨殺害。他在那時跌落谷底，所幸被能夠以一擋萬的「超人拳法」師傅陳宗明所救。在被救後他拜陳宗明為師，花了十二年學習超人拳法。最後被師傅賜名「美來斗利偉·拉麵男」(日文「Victory Ramenman」的同音字)，並且繼承了拳法秘笈「闘龍極意書」。後來雖然消滅了毒蛇黨，拉麵男卻還感到自己尚未成熟，而決定繼續修煉。同時他還收了同被毒蛇黨所害成為孤兒的燒賣做徒弟。拉麵男在修行的期間，會到全國各地與其他武術流派高手比試，在比試過程中有時也會與敵手意氣相投，最終成為戰友一起戰鬥。

## 登場人物
- 美来斗利偉・拉麵男（聲優：森功至、少年時代：江森浩子）
- 燒賣（聲優：松島みのり）
- 陳宗明（聲優：永井一郎）
- 拉娘（聲優：山本百合子）
- 毒狼拳蛾蛇虫（聲優：屋良有作）
- 流星拳砲岩（聲優：銀河萬丈→山口健）
- 泰拳中柴（聲優：堀秀行）
- 傷刻牢犬操（聲優：秋元羊介、少年時代排骨麺：渡邊菜生子）
- 屠殺鬼玉王（聲優：内海賢二）
- 筋肉拳蠻暴狼（聲優：若本規夫、少年時代搾菜：一龍齋貞友）
- 括殺自在拳李成龍（聲優：島田敏）
- 呂烙餅皇帝（聲優：江森浩子）
- 殭毗（聲優：田野中勇）
- 麻婆（聲優：杉山佳寿子）
- 小筍（聲優：富澤美智惠）
- 小鶉（聲優：堀江美都子）

## 外部連結
- 作品介紹頁 （页面存档备份，存于）東映動畫（日語）